# 我妻桃実
我妻 桃実（わがつま ももみ、2000年9月13日 - ）は、日本の女優、アイドル。女性アイドルグループ「ハコイリ♡ムスメ」の元メンバーで、2017年4月より2019年7月までリーダーを務めた。東京都出身。

## 略歴
- 芸能事務所ボックスコーポレーションに所属。
- 2013年12月、ミュージカル『CHANCE』で舞台初出演。
- 2014年、ドラマデザイン社主催のAI（Actress Incubation-女優養成プロジェクト-）に3期生として参加。
- 2014年6月、同事務所所属の7人でユニット「ハコイリ♡ムスメ」を結成。
- 2014年7月から8月にかけて「AKIBAカルチャーズ劇場　デビュー直前アイドル5組 新人公演 〜真夏のシンデレラたち〜」に"AKIBAカルチャーズ劇場×女優志望"として水曜日公演に出演。ハコイリ♡ムスメの活動に専念するためAIは7月で卒業[注 1][注 2]。
- 2016年3月、沖縄を拠点に活動しているローカルアイドルグループ「らぐぅんぶるぅ」の期間限定兼任メンバーとして活動することを発表[3]（8月14日の「汐留ロコドル甲子園2016」まで[4]）。
- 2017年4月、大学受験により活動を縮小する鉄戸美桜に代わり、ハコイリ♡ムスメのリーダーに就任[5]。
- 2017年7月、「ナツ☆イチッ！オーディション」に参加。週刊プレイボーイ誌上で水着グラビアを披露[6]。
- 2018年12月、「はまぐちコントサークル〜企画編〜スナックうめこスペシャル第11回」にて、メンテナンスに加入[7]。
- 2019年6月、同年9月の定期公演をもってハコイリ♡ムスメを卒業することを発表[8]。卒業に先立ち、7月28日に開催された2ndコンサートをもってリーダーを吉田万葉と交代した。
- 2019年9月、ハコイリ♡ムスメを卒業。
- 2022年5月、ボックスコーポレーションを退所。

## 人物・エピソード
趣味は音楽鑑賞、似顔絵、創作キャラクター。特技は手芸、クラリネット、アームレスリング。
ハコイリ♡ムスメでのキャッチフレーズは「ハコイリ♡ムスメの元気印」。
ニックネームは「ぽにょ」。このニックネームが縁で、映画「崖の上のポニョ」制作担当で主題歌を歌った藤巻直哉（藤岡藤巻と大橋のぞみ）、カントリー・ガールズの山木梨沙と「コピンクス!」（静岡朝日テレビ）で共演した。
アイドル好きとしても知られ、最初は事務所の先輩が多数所属していたアイドリング!!!から入り、スタッフの影響でハロコン（「Hello!Project 2015 WINTER」）を観に行ったことで徳永千奈美（当時Berryz工房）のファンとなった。ハロー!プロジェクトオフィシャルショップ（ハロショ）でのイベントや「南波一海のアイドル三十六房」ハロプロ特集の回に出演している。
アームレスリングは、「TOWER RECORDS presents ザ・感謝祭 2017 新春」（2017年1月22日）が初参戦。決勝戦まで進むが森咲樹（アップアップガールズ（仮））に敗れ準優勝。TOKYO IDOL FESTIVAL(TIF) 2017（2017年8月5日）では、その森を破って決勝に進出したが、酒井瞳に敗れ準優勝。TIF2018（2018年8月4日）では準決勝で森、決勝で酒井を下し優勝、雪辱を果たした。
TIF2018・スマイルガーデンでのDDT路上プロレスに初参戦。TIF2019(8月2日)においてのDDT路上プロレスではアイアンマンヘビーメタル級王座を大石真翔より奪取して第1391代王者となるが、直後に伊藤麻希に奪われた。

## 出演

### テレビバラエティ
- コピンクス!（静岡朝日テレビ）
  - 2人のディスタンス「崖の上のポニョとリサと藤巻」（2015年6月20日）
  - 2人のディスタンス「ポニョトリオリターンズ!海に帰る」（2015年10月31日）
- ch223 music pinkiss 2016 〜ポニョトリオ 日本一の卒業旅行!?〜（静岡朝日テレビ、2016年2月20日）
- ゴッドタン（テレビ東京、2016年10月29日・2017年2月25日・2017年7月30日）
- ビットワールド（NHK Eテレ）
  - 2017年度 - 巫女ミー役、「忍者ダジャ丸」女子高生ももみ役
  - 2018年度 - 「ダジャスティック5」モモ役

### テレビドラマ
- 月曜ゴールデン
  - 縁側刑事・弐〜銃の重さ〜（2015年4月27日、TBS） - 西村智香 役

### 舞台
- 郡司企画・ミュージカル「チャンス★」（2013年12月5日 - 8日、銀座みゆき館劇場） - 藤井美紀 役[注 3]
- テトラクロマット第2回公演「花の下にて」（2014年12月11日 - 14日、東京芸術劇場シアターウエスト） - オバケ 役
- STRAYDOG Seedling公演「へなちょこヴィーナス」（2016年9月29日 - 10月3日、ワーサルシアター） - ゆか 役[注 4]

### 映画
- ちはやふる -上の句-（2016年）[19]

### CM
- ベビーフット （2016年）- 足型をスタンプするアイドル役[20]
- P&G レノア本格消臭「真夏のコンビニ」篇（2017年）
- ドラゴンエッグ（2020年2月、Rudel）江理子とさえ編

### トークイベント
- 「なんてったってハロプロ vol.21」（2016年8月28日、ハロー!プロジェクトオフィシャルショップ東京秋葉原店）
- 「南波一海のアイドル三十六房 特別編 〜三十六房的2016年度のハロー!プロジェクトを語っちゃおうスペシャル〜」（2016年12月16日、タワーレコード渋谷店）
- 「キッズ世代だけじゃない！ 今見るべきハロプロを語る」（2017年3月18日、ハロー!プロジェクトオフィシャルショップ東京秋葉原店）
- 「ライブアイドルのリーダー論3」（2018年10月4日、LOFT9 Shibuya）
- 「ぽにょのともだち100人できるかな？」（阿佐ヶ谷ロフトA）
  - Vol.1（2019年6月12日）ゲスト：古川小夏（アップアップガールズ（仮））、安藤咲桜
  - Vol.2（2019年9月4日）ゲスト：高木三四郎（DDTプロレスリング）、ぱいぱいでか美
  - Vol.3（2019年12月19日）ゲスト：minan（lyrical school）、門前亜里、鉄戸美桜、内山珠希
- 「昭和アイドルアーカイブス」（楽器カフェ）：Vol.30（2019年7月12日） -